# Citharexylum hirtellum
Citharexylum hirtellum là một loài thực vật có hoa trong họ Cỏ roi ngựa. Loài này được Standl. mô tả khoa học đầu tiên năm 1929.